# Иван Хроват
Иван Хроват — Жан (Кливленд, Охајо, 7. јун 1915 — Љубљана, 7. јул 1970), учесник Народноослободилачке борбе, друштвено-политички радник СФР Југославије и СР Словеније и народни херој Југославије.

## Биографија
Рођен је 7. јуна 1915. године у Кливленду, Сједињене Америчке Државе, као дете словеначких исељеника, који су у Америку дошли да зараде новац за куповину имања. Вратили су се у домовину 1921. године, након чега је Франц Хорват у близини свог родног села, у селу Крка, код Гросупља, купио имање.
Жан је завршио пет разреда основне школе у Крки. Од 1927. до 1933. године, помагао је родитељима у обрађивању имања, а онда је у шумама радио код разних послодаваца као дрвосеча и тесар, где је постао члан напредних синдиката. Војни рок одслужио је 1936. године у Краљевој гарди. До 1941. године, три пута је позиван на војне вежбе у Вараждин, где га је затекао Априлски рат. После капитулације се вратио у родни крај, наоружан, и одмах почео да скупља и скрива оружје и муницију.

### Народноослободилачка борба
Преко познаника из синдикалне организације, Хроват је међу првима у свом крају, већ у мају 1941. године, добио везу с Противимперијалистичком, касније Освободилном фронтом (ОФ), и почео је да прима илегалну штампу. Јула исте године учествовао је у стварању сеоске војне организације Освободилне фронте, касније Народне заштите.
У јесен 1941. постао је командир чете Народне заштите и један од главних снабдевача и сарадника партизана с тог терена. Кад је Други партизански батаљон „Штајерски“, под командом Франца Розмана Станета, после одласка с Пугледа, дошао на тај терен, Хроват је постао један од његових главних снабдевача. Партијска организација батаљона Прве штајерске партизанске бригаде примила га је, 4. априла 1942, у Комунистичку партију Југославије (КПЈ), али му Команда бригаде није дозволила да још ступи у партизанске редове. Три пута је покушавао да то учини без пристанка виших форума, и сва три пута је враћан кући да и даље ради у теренској организацији.
Дозволу за одлазак у партизане добио је 24. маја 1942. године и истог дана ступио је, заједно са својом четом, у Долењски одред, односно у његов Трећи батаљон. Кад је Долењски одред подељен, средином јуна, на три одреда, Хроват је био већ командир чете. Ушавши у састав Западнодолењског одреда, истакао се у борбама код Долењских Топлица и у опсади Кочевја.
У августу је с четом био укључен у Прву словеначку пролетерску ударну бригаду „Тоне Томшич“. С њом је учествовао у борбама око висоравни Кочевски Рог, где су биле опкољене партизанске јединице, у акцијама у предграђима Љубљане и у многим другим борбама зиме 1942./1943. године. Цело то време био је на челу Првог батаљона.
Марта 1943. године, тадашњи командант Главног штаба НОВ и ПО Словеније, Иван Мачек Матија, узео је Хровата из бригаде у своју пратњу. У јесен и зиму, Хроват је био командант осигуравања стана руководства Ослободилачког покрета у Словенији, на висоравни Рог. Истакао се организацијом и провођењем мера безбедности, чиме је допринео очувању тајности базе. У пролеће 1944. године, отишао је, као Мачеков пратилац, у Дрвар и учествовао у борбама у време немачког десанта на Врховни штаб. После повратка је прешао у службу у Одељење за заштиту народа (ОЗН) и вршио дужност команданта стана у бази 24 на Стражном врху, код Чрномља. За време рата био је три пута лако рањен.

### Послератни период
После ослобођења до демобилизације 1946. године, радио је у Управи државне безбедности (УДБ). Завршио је једногодишњу школу за лугаре, био више година директор Управе државних шума у Тржичу, на раду у Управи државних ловишта и као директор Управе узгојних ловишта Словеније. На овој последњој дужности био је и пензионисан.
Умро је 7. јула 1970. године у Љубљани.
Носилац је Партизанске споменице 1941. и осталих југословенских одликовања, међу којима су — Орден за храброст, Орден партизанске звезде трећег реда и др. Орденом народног хероја одликован је 27. новембра 1953. године. Имао је чин мајора ЈНА у резерви.